# Антони де Монсеррат
Антони де Монсеррат (кат. Antoni de Montserrat; 1536, Вик, Каталония — 1600, Сальсете (совр. Мумбаи), Индия) — португальский и каталонский путешественник, монах ордена иезуитов, католический миссионер и дипломат, домашний учитель при царствующих домах Португалии и Великих Моголов. Известен описанием Индии и сопредельных областей, и как первый европейский картограф Гималаев. Из четырёх его сочинений сохранилось одно, «Записки о посольстве к Великому Моголу» (лат. Mongolicæ Legationis Commentarius), содержавшее первые в европейской науке сведения о народах и религиях ряда областей региона.

## Биография
Антони де Монсеррат происходил из дворянской семьи Осоны. Для завершения образования он отправился на учёбу в Барселону, где познакомился с Игнатием Лойолой. Очарованный миссионерскими идеалами, в 1558 году вступил в Общество Христово и переехал в Португалию, где в 1561 году принял монашеский постриг. Учился в Коимбрском университете, в Лиссабоне, был префектом лиссабонской церкви св. Роха, вицеректором иезуитской Коллегии св. Антония и наставником короля Себастьяна.

### Путешествие в Индию
В 1574 году Антони де Монсеррат отправился с миссионерской группой в Гоа, португальскую колонию в Индии. Пять лет спустя ему было поручено присоединиться к посольству, отправлявшемуся ко двору Акбара, правителя Империи Великих Моголов, и записывать всё, что случится или встретиться в пути. Так как присутствия священников потребовал сам Акбар (известный своим интересом к разным религиям), у португальских иезуитов возникло впечатление, что тот хочет принять христианскую веру. 13 декабря 1579 года посольство в составе Антони де Монсеррата, иезуитских братьев Родольфо Аквавивы и Франциско Энрикеса, переводчика и собственно посланника, отправилось из Дамана в столицу империи Фатехпур-Сикри и достигло цели 4 марта следующего года.
Послы пробыли при дворе «Великого Могола» около года, участвуя в устраиваемых Акбаром религиозных диспутах с мусульманами и индусами. За это время Антони де Монсеррат овладел персидским языком и, завоевав доверие правителя, стал наставником его второго сына Мурада. Между тем на севере страны вспыхнуло восстание, возглавленное сводным братом Акбара и примкнувшими к нему пуштунскими вождями. По просьбе правителя Монсеррат присоединился к войскам, направленным на подавление мятежа, и оставался с ними в течение всей кампании, продолжавшейся весь 1581 год. Это путешествие позволило иезуиту увидеть различные области державы Великих Моголов: Дели, Гималаи, Химачал-Прадеш, Кашмир, Пенджаб, Тибет, Афганистан. После завершения войны посольство отправилось обратно в Гоа — иезуиты осознали нежелание монарха креститься. В сентябре 1582 года послы вернулись в португальскую колонию, где Антони де Монсеррат шесть лет работал над своими путевыми записками, желая оформить их в законченное и подробное произведение.

### Рабство в Йемене
В 1588 году иезуит получил прямой приказ короля Испании Филиппа II оправиться в Эфиопию и исследовать возможность утверждения там католической веры. 2 февраля 1589 Монсеррат и его спутник Педро Паэс (кат. Pedro Páez) покинули Гоа под видом армянских купцов. Путешествие прервалось в области Дуфар (пограничной между нынешними Йеменом и Оманом); миссионеров предал капитан, который должен был перевезти их в Эфиопию. Он выдал иезуитов градоначальнику, который, в свою очередь, отправил их в город Хаймин, где находилась резиденция султана Хадрамаута. После четырёх месяцев заключения миссионеров передали в распоряжение турецкого губернатора Йемена. Иезуиты томились в тюрьме города Сана до 1595 года, пока их не перевезли в порт Мокка на Красном море, где им пришлось несколько месяцев служить гребцами на галерах. Из-за серьёзной болезни Монсеррат был возвращён в город и снова заключён в тюрьму. Через год и Монсеррат, и его спутник были выкуплены за тысячу дукатов и вернулись в португальские владения Индии. Их здоровье было расшатано семилетним пленом; Паэс выздоровел, а Антони де Монсеррат скончался от болезни в марте 1600 года на острове Сальсете (современный Мумбаи).

## Изучение наследия
Антони получил известность впервые в современной науке в начале XX века. В 1906 году иезуит в Британской Индии, уроженец Брюсселя Г. Хостен (Henry Hosten), специализировавшийся на истории христианства в Индии, заново открыл его «Mongolicæ Legationis Commentarius». Он опубликовал Комментарий в 1914 году, что привлекло значительное внимание среди индологов того времени. При большом объёме трудов Хостена (в сводном индийском издании составивших 43 тома), эта публикация была самым значительным из них. Вскоре после неожиданной кончины Хостена его наследие стало уделом специалистов вплоть до конца XX века.
На время упоминаемый также лишь в примечаниях к трудам о правлении Акбара и искусстве его времён, Антони де Монсеррат получил известность вновь в XXI веке благодаря популярному изданию перевода его труда с латыни на испанский и каталанский барселонского востоковеда Дж. Л. Алая. Активное продвижение его как каталанского путешественника привело к ряду популярных телепередач и публикаций о нём в Испании (в первую очередь в Барселоне), а также к созданию научного и культурного гранта его имени (см. например Programa Antoni de Montserrat 2009 Архивная копия от 8 февраля 2012 на Wayback Machine).